# Amy Webb
Amy Lynn Webb (18 de octubre de 1974) es una autora estadounidense, fundadora y directora ejecutiva del Future Today Institute. Es profesora adjunta adjunta en la Escuela de Negocios Stern de la Universidad de Nueva York,miembro senior no residente del Atlantic Council, y fue becaria visitante Nieman en 2014-2015 en la Universidad de Harvard.

## Trayectoria
Webb nació el 18 de octubre de 1974 y se crio en East Chicago, Indiana. Originalmente asistió a la Escuela de Música Jacobs para estudiar clarinete clásico y obtuvo una licenciatura en Ciencias Políticas y  Economía en la Universidad de Indiana en Bloomington en 1997. Se mudó al Japón rural, donde trabajó como periodista independiente y profesora de inglés. Obtuvo una maestría de la Escuela de Periodismo de la Universidad de Columbia en 2001.
Webb comenzó su carrera como periodista cubriendo tecnología y economía. Fue reportera en The Wall Street Journal y luego se mudó a Hong Kong para trabajar como reportera en Newsweek, cubriendo tecnologías emergentes. En 2006, Webb fundó Future Today Institute, una empresa de consultoría de gestión. Desde 2007, Webb es autora del Informe anual de tendencias tecnológicas del Future Today Institute, un relato del futuro de las tecnologías y su impacto en la sociedad. En 2011, cofundó Spark Camp, una conferencia de liderazgo centrada en el futuro de las empresas, el gobierno y la sociedad.
Webb es profesora visitante de la Saïd Business School de laUniversidad de Oxford,miembro del Programa de Liderazgo Estados Unidos-Japón. Fue delegada en la Comisión Presidencial Bilateral Estados Unidos-Rusia, donde trabajó en el futuro de tecnología, medios de comunicación y diplomacia internacional. Fue consultora futurista para la serie de televisión Hulu de 2018 The First, sobre una misión humana a Marte en la década de 2030. Ha recomendado la formación de una Alianza Global sobre Aumento de la Inteligencia, una organización central que desarrollaría estándares sobre lo que debería automatizarse en lo que respecta a la recopilación e intercambio de datos, y para visualizar un futuro con sistemas más inteligentes.
Webb vive actualmente a caballo entre la ciudad de Nueva York, y Baltimore, Maryland, con su familia.

## Reconocimientos
Fue incluida en la lista BBC 100 Women de 2019, la lista de Thinkers50 Radar de 2017 de las 30 personas con más probabilidades de dar forma al futuro de cómo se gestionan y dirigen las organizaciones, y ganó el premio Thinkers50 RADAR de 2017.

## Obra
Las memorias de Webb, Data, A Love Story, fueron publicadas por Dutton en 2013. El libro narra los intentos de Webb de tener citas en Internet. Al principio se encontró con el fracaso, Webb recopiló y analizó datos para tener citas en Internet. Booklist calificó el libro de "inteligente e inventivo",y Publishers Weekly lo consideró un "viaje revelador y divertido a través de las citas en línea".La charla TED 2013 de Webb sobre datos, una historia de amor se ha traducido a 32 idiomas y ha sido vista más de 6,7 millones de veces.
En 2015, la Universidad de Harvard publicó How To Make J-School Matter (Again), la investigación de Webb sobre los desafíos que enfrentan los educadores de periodismo y el futuro del periodismo.
El libro de Webb The Signals Are Talking: Why Today's Fringe Is Tomorrow's Mainstream fue publicado por PublicAffairs el 6 de diciembre de 2016. En el libro, describe su metodología de previsión estratégica y examina cómo las señales débiles llegan a ser ampliamente aceptadas.Fue seleccionado como uno de los mejores libros de negocios ' Fast Company de 2016  y como uno de los mejores libros de Amazon de diciembre de 2016. Fue un éxito de ventas del Washington Post  y ha sido traducido al japonés, coreano y chino.
El libro de Webb The Big Nine: How the Tech Titans and Their Thinking Machines Could Warp Humanity fue publicado por PublicAffairs el 5 de marzo de 2019. Ganó el premio Gold Axiom Award for Business Technology 2020. En el libro, predice los mejores y peores escenarios sobre la inteligencia artificial (IA) durante los próximos 50 años. Utiliza el término G-MAFIA, que ella misma acuñó, para referirse a las grandes empresas tecnológicas estadounidenses que cotizan en bolsa: Google, Microsoft, Amazon, Facebook, IBM y Appl. Dice que G-MAFIA y las empresas chinas Baidu, Alibaba y Tencent (conocidas como BAT) tienen el mayor control sobre el futuro de la IA, y explica la importancia de considerar los mejores intereses de la humanidad cuando se trata de IA. Se publicaron extractos de The Big Nine en Wired, Fast Company, Inc., y Business Insider. VentureBeat calificó el libro como "una imaginación accesible y constructiva de lo que podría venir después".